# Isla de Arran
La isla de Arran (en gaélico escocés, Eilean Arainn, que significa «Escocia en miniatura») es la más grande de las islas del fiordo de Clyde, en Escocia, con un área de 431,33 km². Está adscrita al condado de North Ayrshire. En 2001 tenía una población de 4 660 habitantes. Arran es la séptima isla más grande de Escocia y la novena más grande de las que rodean Gran Bretaña (sin contar Irlanda).
Arran suele asociarse habitualmente con las Hébridas, con las que comparte muchos rasgos culturales y geológicos, aunque en realidad las Hébridas se encuentran al otro lado de la península de Kintyre.

## Geografía y geología
La isla de Arran se sitúa en el fiordo de Clyde, entre Ayr y Kintyre. La localidad más grande de la isla es Brodick (que en nórdico antiguo significa bahía ancha), con la que se conectan los ferries que parten de Escocia. El castillo de Brodick es la sede de los Duques de Hamilton.
Arran es una isla montañosa, sobre todo en su mitad norte. El pico más alto es el Goat Fell, de 874 metros de altitud. Asimismo, en el norte de la isla pueden encontrarse un buen número de playas emergentes y acantilados. Arran es denominada a veces "Escocia en miniatura", por estar dividida en Highlands ("tierras altas") y Lowlads (tierras bajas), ya que está atravesada por la falla de las Highlands que recorre Escocia de noreste a sudoeste. Es además un destino habitual para geólogos, que van allí a estudiar los paisajes formados, bien por rocas magmáticas, dando lugar a formaciones conocidas como sills o diques, o bien por rocas sedimentarias creadas entre el periodo precámbrico y el mesozoico. La mayor parte del interior de la zona norte de la isla está ocupada por un batolito granítico, como se puede apreciar en la fotografía del satélite.

### Municipios de Arran
| - Blackwaterfoot - Brodick - Catacol - Cladach - Corrie - Corriecravie - Dippen - Kildonan - Kilmory - Lagg | - Lamlash - Lochranza - Machrie - Pirnmill - Sannox - Shiskine - Sliddery - Whitefarland - Whiting Bay |

### Islas que rodean Arran
Arran forma parte de un pequeño grupo de islas, formado por Arran, Bute y Great Cumbrae, todas ellas habitadas; en cambio las islas de Little Cumbrae, Inchmarnock y Burnt, más pequeñas, no lo están. Además, alrededor de Arran hay otras tres islas aún más pequeñas: Holy Isle se sitúa al este, frente a Lamlash, Pladda está al sur y Tiny Hamilton Isle a apenas 1,2 km de la costa, al norte de Holy Isle. Eilean na h-Airde Baine, en el sudoeste, por su parte, es más islote que una isla, y de hecho durante la bajamar está unida a la isla de Arran.

## Historia

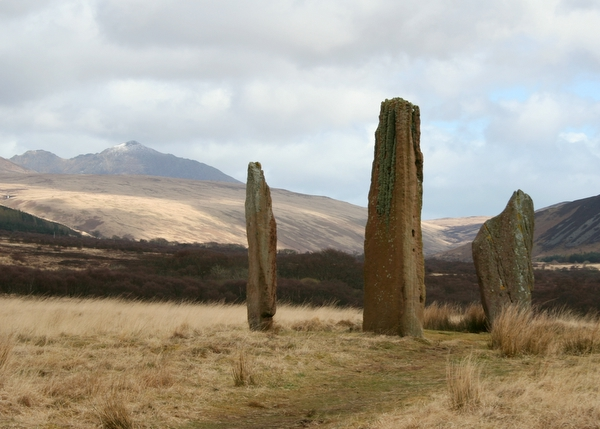
Rocas de Machrie Moor.

En la isla de Arran se han encontrado numerosos crómlech y menhir del Neolítico, entre los que se incluyen las rocas de Machrie Moor o las Giant's Graves ("tumbas de gigante") en la bahía de Whiting. La cueva St. Molio's Cave alberga inscripciones muestra de una rara escritura picta.
Parece probable que, al igual que la isla de Bute, Arran estuviera antiguamente habitada por un pueblo hablante de una lengua britónica. Sin embargo, cuando los escotos llegaron a la isla provenientes de su reino Dalriada, sustituyeron este idioma por su propia lengua goidélica. Más tarde Arran, al igual que las demás islas escocesas, se convirtió en propiedad de la Corona Noruega, por lo que muchos topónimos son de origen vikingo. Haakon IV de Noruega, por ejemplo, visitó la isla en 1263 de camino a la batalla de Largs.
Arran está además culturalmente conectada tanto con Escocia como con Irlanda. San Columba de Iona (St. Columba) y San Ninian vivieron en la isla. También se dice que Robert the Bruce (Roberto I de Escocia) estuvo en la isla, y que buscó refugio en la llamada King's Cave ("Cueva del rey"), mientras que un crómlech lleva el nombre de "caldero de Fingal", perteneciente al folklore irlandés.

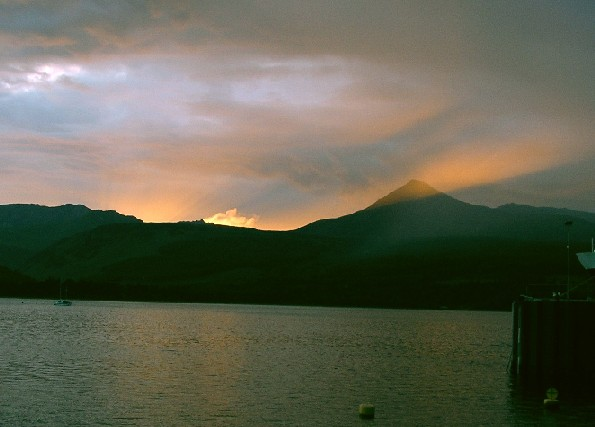
Atardecer en el monte Goat Fell.

## Transporte
Arran está conectada con tierra por dos ferries de la compañía Caledonian MacBrayne:
- Desde Brodick, en la costa este de la isla, a Ardrossan, Ayrshire.
- Desde Lochranza, en el norte, a Claonaig, Argyll.

Durante el verano existe un tercer ferry que conecta Lamlash con la vecina Holy Isle. Además, también en verano, un barco de vapor de ruedas llamado PS Waverley llega a Brodick realizando cruceros regulares.
Hay tres carreteras principales en Arran: la A841, que rodea la isla por la costa, y las denominadas String y Ross', que la atraviesan a diferentes alturas.

## Economía
La principal industria de la isla es el turismo, atraído fundamentalmente por el castillo de Brodick. Además, el complejo Auchrannie Resort, que contiene dos hoteles, tres restaurantes y dos centros de ocio, es una de las mayores fuentes de empleo de los habitantes de Arran.
Otros negocios locales, además de la ganadería, la agricultura o la silvicultura, incluyen la Arran Distillery (destilería de whisky), construida en 1991 en Lochranza, o Arran Aromatics, que comercializa productos de cosmética. En 2000 se fundó también la Arran Brewery, una pequeña fábrica de cerveza situada en Cladach, cerca de Brodick.